# Santiago Mariño (khu tự quản)
Santiago Mariño là một khu tự quản thuộc bang Aragua, Venezuela. Thủ phủ của khu tự quản Santiago Mariño đóng tại Turmero. Khự tự quản Santiago Mariño có diện tích 497 km2, dân số theo điều tra dân số ngày 21 tháng 10 năm 2001 là 160465 người.